# Louis B. Mayer
Louis Burt Mayer (født Lazar Meir 4. juli 1884, død 29. oktober 1957) var en russisk født jødisk-amerikansk filmproducer, der blev chef for filmstudiet MGM (Metro-Goldwyn-Mayer, Inc.). Mayer var en af hovedmændene bag udformningen af Hollywood-verdenens system med studier og stjerner.

## Populærkultur
Pga. sin store filmhistoriske betydning optræder Mayer i flere film og bøger enten ved navns nævnelse som i filmen The Aviator fra 2004, eller under andre navne som i F. Scott Fitzgeralds roman Den Sidste Mogul eller filmene Godfather fra 1972 og Barton Fink fra 1991.